# 자크멜

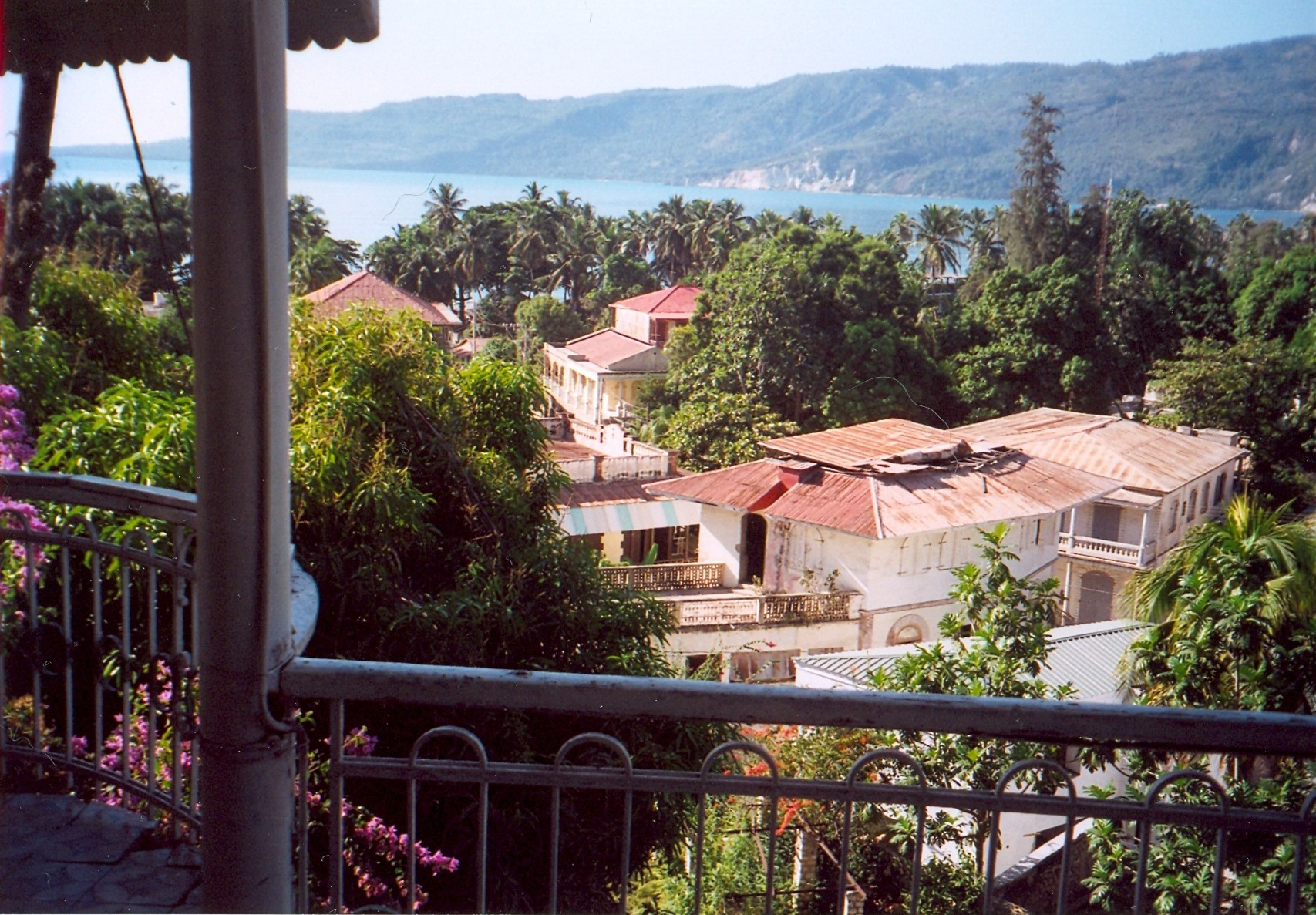
자크멜

자크멜(프랑스어: Jacmel, 아이티어: Jakmèl, 스페인어: Yáquimo)은 아이티 남부에 위치한 도시로 남동부 주의 주도이며 면적은 443.88km2, 높이는 43m, 인구는 170,289명(2009년 기준), 인구 밀도는 384명/km2이다.

## 대외 관계

### 자매도시
- 프랑스 프랑스 스트라스부르
- 미국 플로리다주 팜비치
- 미국 플로리다주 게인즈빌 (플로리다주)
- 미국 플로리다주 레이크워스 (플로리다주)
- 미국 플로리다주 웨스트팜비치
- 미국 플로리다주 팜스프링스

## 출신 인물
- 미카엘 장 - 프랑코포니의 사무총장, 전 캐나다의 총독이다. 아이티 포르토프랭스에서 태어났으나, 그의 가족이 자크멜 출신이다.